# Eparchie New Westminster
Eparchie New Westminster ((latinsky) Eparchia Neo-Vestmonasteriensis Ucrainorum, (ukrajinsky) Нью-Вестмінстерська єпархія Української греко-католицької церкви) je eparchií Ukrajinské řeckokatolické církve se sídlem v New Westminster, kde se nachází katedrála Nejsv. Svátosti. Pod její jurisdikci spadají ukrajinští řeckokatolíci v kanadských provinciích Britská Kolumbie, Yukon, a Severozápadní teritoria. Je sufragánní vůči Winnipežské ukrajinské archieparchii.

## Historie
Eparchie vznikla v roce 1974, kd ybyla vyčleněna z území Eparchie Edmonton. 